# تیم اسمولدرز
تیم اسمولدرز (انگلیسی: Tim Smolders؛ زادهٔ ۲۶ اوت ۱۹۸۰) بازیکن فوتبال اهل بلژیک است.
از باشگاه‌هایی که در آن بازی کرده‌است می‌توان به باشگاه فوتبال خنت، باشگاه فوتبال رویال شارلوا، باشگاه فوتبال سرکل بروژ، و باشگاه فوتبال کلوب بروژ اشاره کرد.